# Una rebelde en solitario
Una Rebelde en Solitario é uma reedição do quarto álbum de estúdio da cantora mexicana Anahí, Baby Blue (2000), lançado em 8 de julho de 2006. Foi o primeiro álbum da cantora a ser comercializado no Brasil.

## Lançamento
Enquanto Anahí divulgava seu novo álbum até então o Baby Blue (2000), a cantora passou por um distúrbio alimentar chamado anorexia, aonde teve que cancelar tudo que estava fazendo entre isso sua carreira de atriz e cantora e começou a se dedicar a sua recuperação.
Em 2004, já recuperada ela voltou a aparecer na televisão e começou a cantar de novo agora na banda RBD. Devido ao sucesso, Anahí e seus produtores decidiram relançar seu antigo álbum Baby Blue.

## Faixas
| N.º            | Título                   | Compositor(es)         | Duração |  |
| 1.             | "Desesperadamente Sola"  | Fabio Estefano Salgado | 4:53    |  |
| 2.             | "Superenamorándome"      | Salgado                | 3:56    |  |
| 3.             | "Es el Amor"             | Salgado                | 4:30    |  |
| 4.             | "Aquí Sigues Estando Tú" | Salgado                | 3:53    |  |
| 5.             | "Tu Amor Cayó del Cielo" | Salgado                | 4:06    |  |
| 6.             | "Como Cada Día"          | Salgado                | 4:03    |  |
| 7.             | "Volveras a Mi"          | Salgado                | 4:06    |  |
| 8.             | "Tranquilo Nene"         | Eduardo Paz Jerónimo   | 4:32    |  |
| 9.             | "Sobredosis de Amor"     | Salgado Paz            | 4:50    |  |
| 10.            | "Primer Amor"            | Salgado Paz            | 3:43    |  |
| Duração total: | Duração total:           | Duração total:         | 40:07   |  |